# Cees Anker
Cees Anker (ca. 1952) is een Nederlands bestuurder.
Anker maakte na het afronden van het gymnasium carrière bij de marine. In 1984 trad hij als regiomanager in dienst van vervoersbedrijf Westnederland. In 1988 werd hij directeur van TET en in 1996 directeur van Midnet. Toen dit bedrijf opging in Connexxion werd hij per 1 januari 1999 directeur van het personenvervoersbedrijf. Twee jaar later werd hij lid van de Raad van Bestuur. In 2004 trad hij terug en werd hij zelfstandig adviseur. Per februari 2012 is Anker directeur ad interim van openbaarvervoerbedrijf Syntus.
Van 1994 tot 1999 was Anker voorzitter van FC Twente. In deze periode verhuisde de voetbalclub van Stadion Het Diekman naar het Arke Stadion.
Daarnaast bekleedt en bekleedde Cees Anker diverse functies bij maatschappelijke organisaties. Zo is hij sinds 2006 voorzitter van de Welzijnsorganisatie Alifa in Enschede. Tussen 1 september 2007 en 18 juni 2010 was hij interim-directeur bij het Centraal Bureau Rijvaardigheidsbewijzen.